# Nicholas Udall
Nicholas Udall (1504, Hampshire – 23. prosince 1556, Londýn) byl anglický dramatik, vypravěč a kanovník ve Windsoru.

## Životopis
Studoval na univerzitě v Oxfordu, kam nastoupil v roce 1524 na Corpus Christi College. Brzy našel přístup ke dvoru Jindřicha VIII. a v roce 1534 se stal vedoucím na Eton College. Po sedmi letech v úřadu byl propuštěn. Později se těšil přízni Eduarda VI. a Marie Tudorovny a v roce 1554 se stal vedoucím na Westminster School.
Udall napsal první anglickou renesanční komedii Ralph Roister Doister (kolem 1552), která však během jeho života nebyla zveřejněna. Část byla podle předlohy antických básníků Terenta a Plauta a měla být vytvořena Udallovými studenty. Také překládal a napsal Moralität Respublica (1553).